# Ozark (Kentucky)
Pour les articles homonymes, voir Ozark.
Ozark est une zone non incorporée (Unincorporated community) du comté d'Adair dans le Kentucky.